# Kasperi Valto
Kasperi Valto (3 luglio 2003) è un saltatore con gli sci finlandese.

## Biografia
Attivo dal luglio del 2016, Kasperi Valto ha esordito in Coppa del Mondo il 26 marzo 2023 a Lahti dal trampolino lungo (48º), ai Mondiali di volo a Tauplitz 2024, dove si è classificato 33º nella gara individuale e 7º in quella a squadre, e ai Campionati mondiali a Trondheim 2025, dove si è piazzato 26º nel trampolino normale, 23º nel trampolino lungo, 7º nella gara a squadre e 7º nella gara a squadre mista; non ha preso parte a rassegne olimpiche.

## Palmarès

### Coppa del Mondo
- Miglior piazzamento in classifica generale: 57º nel 2024